# Илия Джувалековски
Илия Джувалековски (на македонска литературна норма: Илија Џувалековски) е актьор от Република Македония.

## Биография
Роден е на 20 декември 1915 година в град Прилеп, тогава окупиран от български части по време на Първата световна война. Завършва гимназия в родния си град. После учи соло пеене в Музикалната академия в Белград. Впоследствие учи в Държавната консерватория в София, която завършва през 1941 година. Джувалековски е сред първите актьори в Македония. Между 1942 и 1943 е в трупата на Народния театър в Скопие. През втората половина на 1944 година заминава за Москва, където води емисии и е редактор в Радио „Свободна Югославия“. В периода 1945-1963 работи в Македонския народен театър. От 1964 до 1974 обикаля загребските театри като Хърватския народен театър, Театър „Комедия“ и други. От 1967 до 1971 учи първия клас актьори от Република Македония в Академията за театрални изкуства. През 1972 се завръща в Скопие, където до 1981 преподава актьорско майсторство във Факултета за драматични изкуства.
Умира на 18 октомври 2004 година в град Скопие.

## Частична филмография
- Фросина (1952)
- Вълча нощ (1955) – Божин
- Ешалонът на доктор М (1955)
- Клисура (1956)
- Малкият човек (1957)
- Чужда земя (1957)
- Ще се върна (1957)
- Дубровски (1958)
- Мис Стоун (1958) – Христо Чернопеев
- Виза на злото (1959)
- Кампо Мамула (1959)
- Кота 905 (1960)
- Мирно лято (1961)
- Зовриениот град (1961)
- Кръст Рокоц (1962)
- Лице в лице (1963)
- Мугра (1964)
- Дни на изкушение (1965) – Луков
- Цирк Рекс (1965)
- Къде след дъжда (1967)
- Републиката в пламък (1969) – Яя ефенди
- Яд (1975)
- Оловна бригада (1980)
- Цървеният кон (1981)
- Южна пътека (1982)

## Биография
- Награда 11 октомври (1973 и 1983);
- Награда за най-добър актьор на Македонския театрален фестивал „Войдан Чернодрински“ за ролята на Симон в постановката Габи от Бранко Варошлия (Прилеп, 1982);
- Награда за цялостно творчество на МТФ „Войдан Чернодрински“ (Прилеп, 1990)